# Cañonero Clase HSY 55
La clase cañonero HSY-55 es una clase de navío diseñado por la Armada griega y construido por Hellenic Shipyards (HSY).

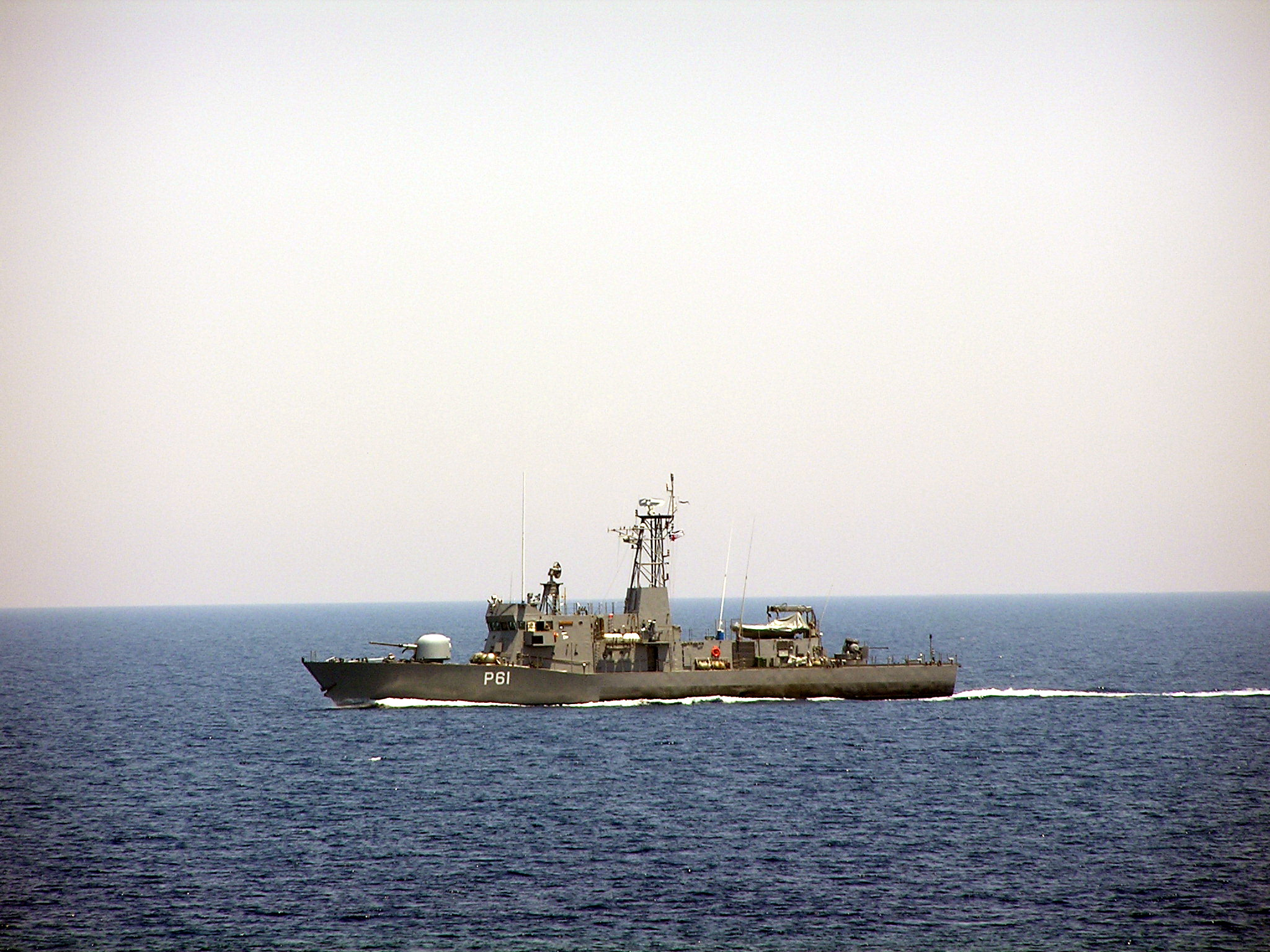
Cañonero Polemistis (P 61)

Esta clase de barco utiliza el concepto modular de modo que las armas y los sensores pueden ser cambiados cuando se requiera. Estos barcos son similares en apariencia a los cañoneros de la Clase Osprey 55. El primer par fue ordenado el 20 de febrero de 1990, pero su conclusión estuvo retrasada por problemas financieros del astillero. Pyrpolitis (P57) fue lanzado el 16 de septiembre de 1992, y Polemistis (P61) el 21 de junio de 1993. Cada barco puede llevar 25 tropas completamente equipadas. Puede ser equipado con otros cañones y el sistema de misiles Harpoon SSM de ser necesario.

## Barcos
- Pyrpolitis (P 57): comisionado el 4 de mayo de 1993
- Polemistis (P 61): comisionado el 16 de junio de 1994